# Coupe des clubs champions africains 1978
Navigation
Édition précédente Édition suivante
La Coupe des clubs champions africains 1978 est la quatorzième édition de la Coupe des clubs champions africains. Le club vainqueur de la compétition est désigné champion d'Afrique des clubs 1978. Vingt-quatre formations sont engagées dans la compétition. 
C'est le club camerounais du Canon Yaoundé qui remporte cette édition après avoir battu le tenant du titre, les Guinéens de Hafia FC en finale. C'est le deuxième titre continental pour le Canon Yaoundé et le troisième pour le Cameroun. La finale entre le Canon et Hafia FC est la première entre deux clubs déjà sacrés dans la compétition.

## Premier tour
| Équipe 1                      | Résultat | Équipe 2                | Aller | Retour |
| ----------------------------- | -------- | ----------------------- | ----- | ------ |
| Al Tahaddy Benghazi           | 5 - 4    | Medr Babur              | 3 - 1 | 2 - 3  |
| abandon AS Corps Enseignement | -        | Matlama FC              | 1 - 2 | -      |
| Hardware Stars                | 1 - 5    | Al Merreikh Omdurman    | 1 - 1 | 0 - 4  |
| ASC Garde Nationale           | 5 - 3    | Wallidan FC             | 3 - 1 | 2 - 2  |
| SCAF Tocages                  | 2 - 4    | Olympic Niamey          | 1 - 3 | 1 - 1  |
| Kampala City Council          | 3 - 1    | Horsed FC               | 1 - 1 | 2 - 0  |
| Silures Bobo-Dioulasso        | 10 - 2   | Benfica de Bissau       | 7 - 0 | 3 - 2  |
| Simba SC                      | 2 - 1    | Vantour Club Mangoungou | 2 - 0 | 0 - 1  |

## Deuxième tour
| Équipe 1             | Résultat | Équipe 2               | Aller | Retour |
| -------------------- | -------- | ---------------------- | ----- | ------ |
| JE Tizi-Ouzou        | 3 - 0    | Al Tahaddy Benghazi    | 1 - 0 | 2 - 0  |
| Green Buffaloes      | 1 - 0    | Matlama FC             | 1 - 0 | 0 - 0  |
| Canon Yaoundé        | 3 - 2    | Al Merreikh Omdurman   | 2 - 0 | 1 - 2  |
| 'Hafia FCT'          | 6 - 0    | ASC Garde Nationale    | 5 - 0 | 1 - 0  |
| Enugu Rangers        | -        | Olympic Niamey forfait | -     | -      |
| Kampala City Council | -        | Al Ahly SC forfait     | -     | -      |
| Africa Sports        | 2 - 4    | Silures Bobo-Dioulasso | 2 - 1 | 1 - 3  |
| AS Vita Club         | 2 - 0    | Simba SC               | 1 - 0 | 1 - 0  |

## Quarts de finale
| Équipe 1               | Résultat | Équipe 2             | Aller | Retour |
| ---------------------- | -------- | -------------------- | ----- | ------ |
| JE Tizi-Ouzou          | 3 - 3e   | AS Vita Club         | 3 - 2 | 0 - 1  |
| Canon Yaoundé          | 3 - 1    | Green Buffaloes      | 2 - 0 | 1 - 1  |
| Enugu Rangers          | 4 - 1    | Kampala City Council | 3 - 1 | 1-0    |
| Silures Bobo-Dioulasso | 1 - 8    | Hafia FCT            | 0 - 4 | 1 - 4  |

## Demi-finales
| Équipe 1      | Résultat      | Équipe 2      | Aller | Retour |
| ------------- | ------------- | ------------- | ----- | ------ |
| 'Hafia FCT'   | 3e - 3        | AS Vita Club  | 2 - 0 | 1 - 3  |
| Canon Yaoundé | 0 - 0 6-5 tab | Enugu Rangers | 0 - 0 | 0 - 0  |

## Finales
| 3 décembre 1978 | Hafia FC | 0 - 0 | Canon Yaoundé | Stade du 28-septembre, Conakry |  |
|                 |          |       |               |                                |  |

| 17 décembre 1978 | Canon Yaoundé | 2 - 0 | Hafia FC | Stade Ahmadou-Ahidjo, Yaoundé |  |
|                  |               |       |          |                               |  |